# 高信疆
高信疆（1944年—2009年5月5日），筆名高上秦，河南省武安縣（今河北省武安市）人，中華民國作家、編輯，有許多作品傳世；曾辭去中時晚報社長、轉任慈濟功德會義務文宣，也協助靈鷲山規劃宗教博物館。2009年2月12日受浸為基督徒。

## 親屬
大哥高信鄭是作家李敖的朋友，李敖的著作《李敖回憶錄》曾提到他。二哥高信譚是作家。三哥高信鄧曾任中華民國兒童燙傷基金會董事長。配偶柯元馨曾任言心出版社發行人、時報出版總經理。長子高士軒任蘋果電腦總公司財務經理，次子高英軒為演員。

## 生平
高信疆出生於陝西西安，是遺腹子。父親擔任西北移民處處長時在公務中車禍喪生，葬於河南鄧縣，留下五個子女。因父親最末的工作是經辦黃泛區災民移民新疆，故有此名。母親為救濟醫院院長。1949年，一些中華民國空軍軍人聯名上書向成都空軍戍守司令徐煥昇陳情，讓高家搭乘最後一班軍機離開成都。高家來台後住桃園縣僑愛新村。
小學唸台中空軍子弟小學。在台中二中時，某天面對全體師生在講台上引經據典地訴說著光頭不便，甚至摘下大盤帽指著自己的光頭，聲請准予帶髮修業，師長一陣錯愕，同學尚不及掌聲支持，軍訓教官卻一時衝動打了他一拳。一陣沈寂中，一名學生（胡玉衡弟弟）躍上講台急呼：「我們支持高信疆！他為我們犧牲了……」，喚起全體同學熱烈回響。
就讀中國文化學院新聞系時，在寢室上寫了一則「室規」：「……永恆是什麼，偉大是什麼？……山青水綠天地好，不如隨我且遙逍。」還曾經窮得沒錢註冊，不得已去找當時院長張宗良，竟感動院長預支薪水給他註冊。鄭貞銘說，當時高信疆被譽為「華岡新聞系第一美男子」、「文大十大才子」。
曾任《中國時報》人間副刊主編、時報出版總編輯、《時報雜誌》總編輯、《現代文學》總編輯、《人間雜誌》總編輯、《中時晚報》社長、上秦企業公司董事長、《明報》編務總裁等。
1973年，首次擔任《中國時報》人間副刊主編；1978年，二度擔任《中國時報》人間副刊主編；1983年3月，二度卸任《中國時報》人間副刊主編，赴美國讀威斯康辛大學東亞語文系研究。
在《中國時報》人間副刊主編期間，推出「當代中國小說大展」專題系列，登載包括季季的《拾玉鐲》小說，並邀請專家學者將中國歷代經典作品改為白話文，出版《中國歷代經典寶庫叢書》，獲當年文學界稱許。並積極推動本土化專欄，大幅報導朱銘、洪通等台灣本土藝術家。
在美國，因見到許多家庭擺設西洋棋，造型繽紛多采，既可當作娛樂又可收藏擺設，於是他也想為中國象棋構想棋子設計，回國後連絡像朱銘、漢寶德、歐豪年、吳榮賜、侯金水、陳慶良、謝以裕、奚淞、鄭問、蔡志忠、席慕蓉、楊柏林等百位學院、民間的藝術家想邀請共同參與設計。1986年11月以寫詩的筆名創立上秦企業公司，曾舉辦「當代中國造型象棋大展」，並投資新臺幣一千萬元開發棋子的造型藝術，最後虧損新臺幣三百多萬元。
1989年夏，辭去創辦一年多的中時晚報社長職務，擔任慈濟功德會文宣，夫婦倆編印證嚴法師語錄《靜思語》，銷行一百萬冊，不取分文稿酬。曾協助靈鷲山心道法師規劃宗教博物館，直到2001年完成。。
離開新聞界後，至中國大陸定居，後因罹患大腸癌返台治療，2009年5月5日病逝於台北和信醫院。去世後，由社會各界四十七人寫紀念文，表達他勇於在戒嚴時期鼓勵文化自由、對台灣社會與文化的貢獻，集結為《紙上風雲高信疆》。

## 編作
- 《洋人在臺北》：《中國時報》「外國人看中國」專欄第一集，高上秦編，時報出版
- 《現實的邊緣 第一輯》：《中國時報》人間副刊連載「現實的邊緣」專欄文集，高上秦主編，時報出版
- 《當代中國小說大展 第一輯》：《中國時報》人間副刊連載，高上秦主編，時報出版
- 《當代中國小說大展 第二輯》：《中國時報》人間副刊連載，高上秦主編，時報出版
- 《為歷史作證》：高上秦主編，時報出版
- 《中國大陸抗議文學》：鄭直等選註，高上秦主編，時報出版
- 《體檢美麗島：一九八五臺灣生活批判》：高信疆編，敦理出版社
- 《臺灣也瘋狂：一九八六臺灣生活批判》：高信疆、楊青矗編，敦理出版社
- 《走上街頭：一九八七臺灣民運批判》：高信疆、楊青矗編，敦理出版社
- 《證嚴法師靜思語》：高信疆主編，慈濟慈善事業基金會
- 《現在他是一顆星：懷念詩人保羅‧安格爾》：愛荷華「國際寫作計畫」臺灣寫作聯誼會編著，高信疆主編，時報文化[11]

## 紀念
- 高信疆墓園：新北市金山區重和里秀峰坪(陽明天境墓園）